# USS LST-799
O USS LST-799 foi um navio de guerra norte-americano da classe LST que operou durante a Segunda Guerra Mundial.